# Ophiolepis rugosa
Ophiolepis rugosa är en ormstjärneart som beskrevs av Jean Baptiste François René Koehler 1898. Ophiolepis rugosa ingår i släktet Ophiolepis och familjen Ophiolepididae. Inga underarter finns listade i Catalogue of Life.